# Minster (Swale)
Minster – wieś w Anglii, w hrabstwie Kent, w dystrykcie Swale, na wyspie Sheppey. Leży 26 km na północny wschód od miasta Maidstone i 66 km na wschód od centrum Londynu.